# Schweiggers
Schweiggers osztrák mezőváros Alsó-Ausztria Zwettli járásában. 2019 januárjában 2000 lakosa volt. 

## Elhelyezkedése

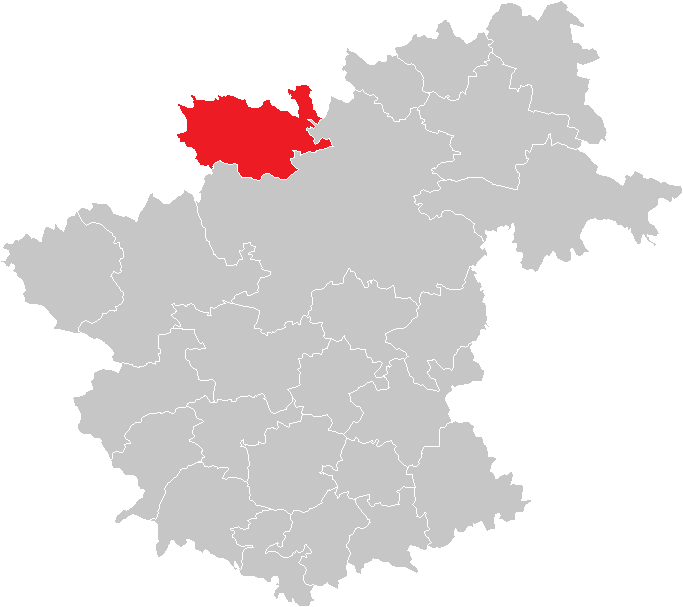
Schweiggers a Zwettli járásban

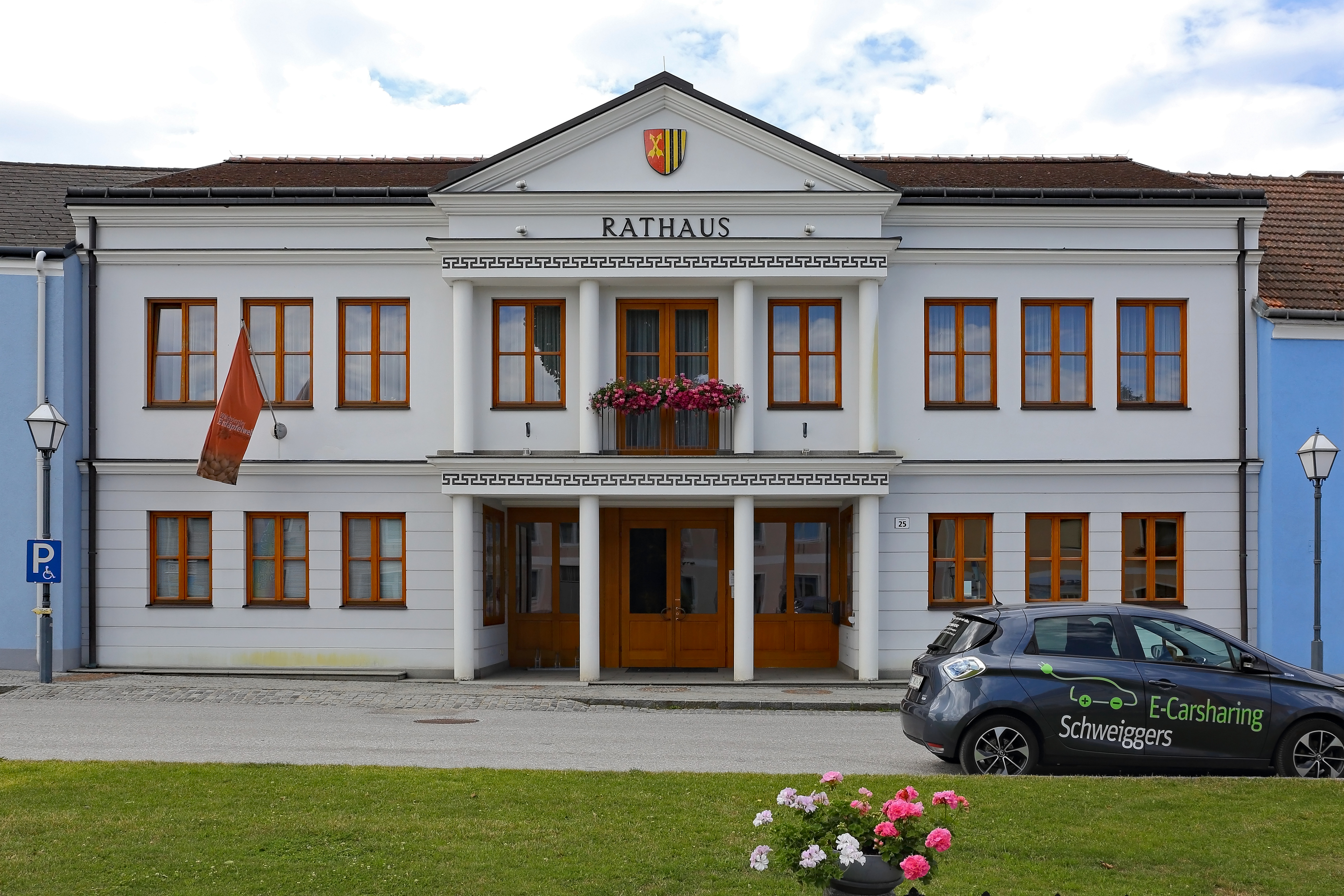
A városháza

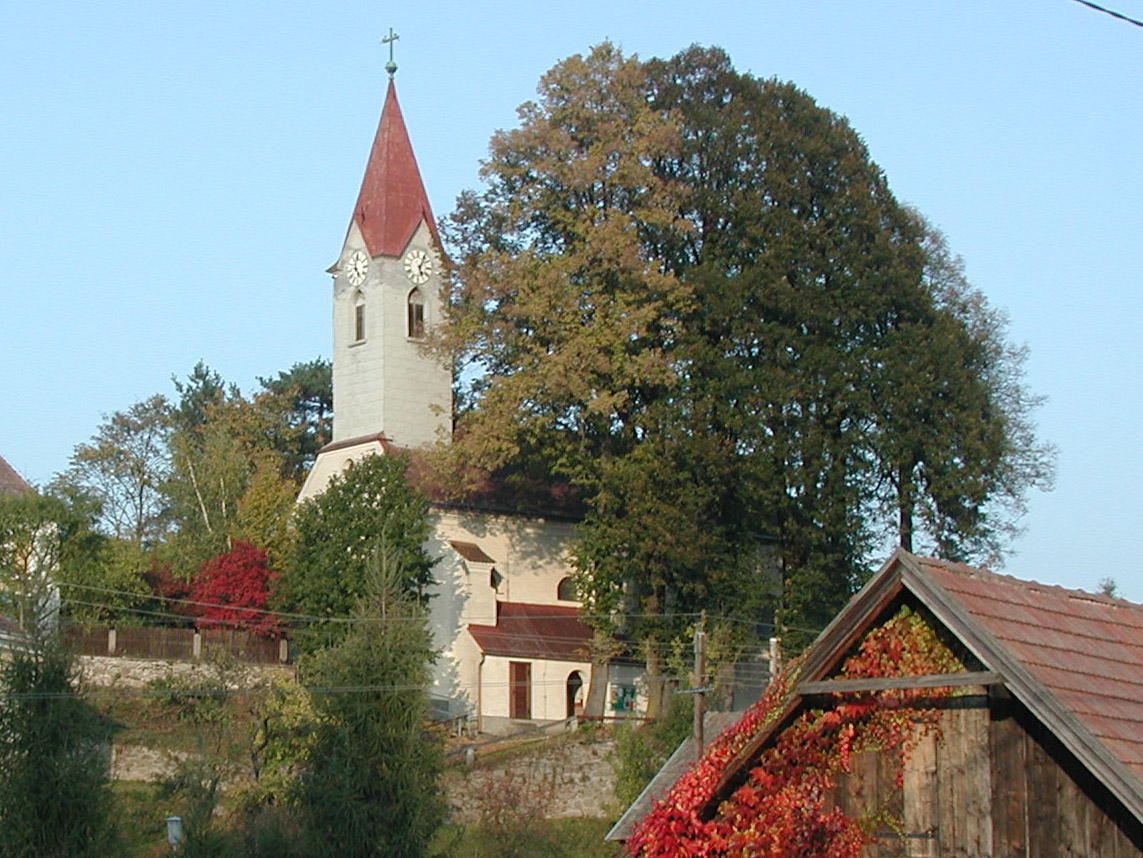
A siebenlindeni Szt. Jakab-templom

Schweiggers Alsó-Ausztria Waldviertel régiójában fekszik a Thaya folyó mentén. Területének 25%-a erdő. Az önkormányzat 16 településrészt és falut egyesít: Großreichenbach (115 lakos 2019-ben), Kleinwolfgers (54), Limbach (201), Mannshalm (107), Meinhartschlag (22), Perndorf (77), Reinbolden (11), Sallingstadt (240), Schwarzenbach (55), Schweiggers (741), Siebenlinden (149), Streitbach (43), Unterwindhag (77), Vierlings (21), Walterschlag (58) és Windhof (29). A kataszteri közösségek Brunnhöf, Großreichenbach, Kleinwolfgers, Limbach, Mannshalm, Meinhartschlag, Perndorf, Reinbolden, Sallingstadt, Schwarzenbach, Schweiggers, Siebenlinden, Streitbach, Unterwindhag, Vierlings, Walterschlag és Windhof.
A környező önkormányzatok: délkeletre Zwettl, délnyugatra Großschönau, nyugatra Weitra, északra Waldenstein és Kirchberg am Walde.

## Története
Schweiggers a befolyásos Kuenring-család waldvierteli birtokaihoz tartozott. A települést Albero von Kuenring alapította, első említése 1180-ból származik. Neve az ófelnémet Swicher (vagy Swiger, Suidger) személynévből származik.
A Szt. Egyed-plébániatemplom 1157-ben szerepel először a forrásokban és elődjét feltehetően szintén Albero alapította. Egyházközségéhez ekkor még 30 falu tartozott. A román templomot 1430-ban gótikus szentéllyel egészítették ki.
1217-ben II. Hadmar von Kuenring lányának, Giselának adományozta Schweiggerst, amikor az férjhez ment Ulrich von Falkenberghez. Fia, Albero feleségének, Gertrud von Buchbergnek a nevét vette fel. A Buchbergek 1319-ben eladták a birtokot a zwettli cisztercita apátságnak, amely 1400 körül a nemesi udvarházat átalakította parókiává. 
Schweiggers 1319-ben már mezővárosi jogokkal rendelkezett. Kedvező helyzete Zwettl és Gmünd között lehetővé tette gyors fejlődését. A 15. század elején a husziták felgyújtották templomával együtt; a település csak hosszú idő múlva heverte ki a csapást. 1568-tól 1600-ig lakosainak többsége a protestáns hitet követte.
A 19. században Schweiggers évente négy vásárt tarthatott. Robert Hamerling költő itt töltötte 1867 nyarát és itt kezdte el írni Sion királya c. eposzát. 1885-ban egy villámcsapás tűzvészt okozott, amelyben harminc ház és a parókia leégett.
1966-ban a szomszédos Mannshalm és Perndorf községeket Schweiggershez csatolták. 1971-ben ugyanez történt Sallingstadt, Limbach és Siebenlinden községekkel. 

## Lakosság
A schweiggersi önkormányzat területén 2019 januárjában 2000 fő élt. A lakosságszám 1869-ben még 2724 volt, azóta lassú, de folyamatos csökkenés tapasztalható. 2016-ban a helybeliek 96,8%-a volt osztrák állampolgár; a külföldiek közül 0,3% a régi (2004 előtti), 1,3% az új EU-tagállamokból érkezett. 0,1% az egykori Jugoszlávia (Szlovénia és Horvátország nélkül) vagy Törökország, 1,4% egyéb országok polgára volt. 2001-ben a lakosok 97,5%-a római katolikusnak, 1,3% pedig felekezeten kívülinek vallotta magát. 
A lakosság számának változása:

| 2016 | 1 993 |
| 2018 | 2 004 |

## Látnivalók

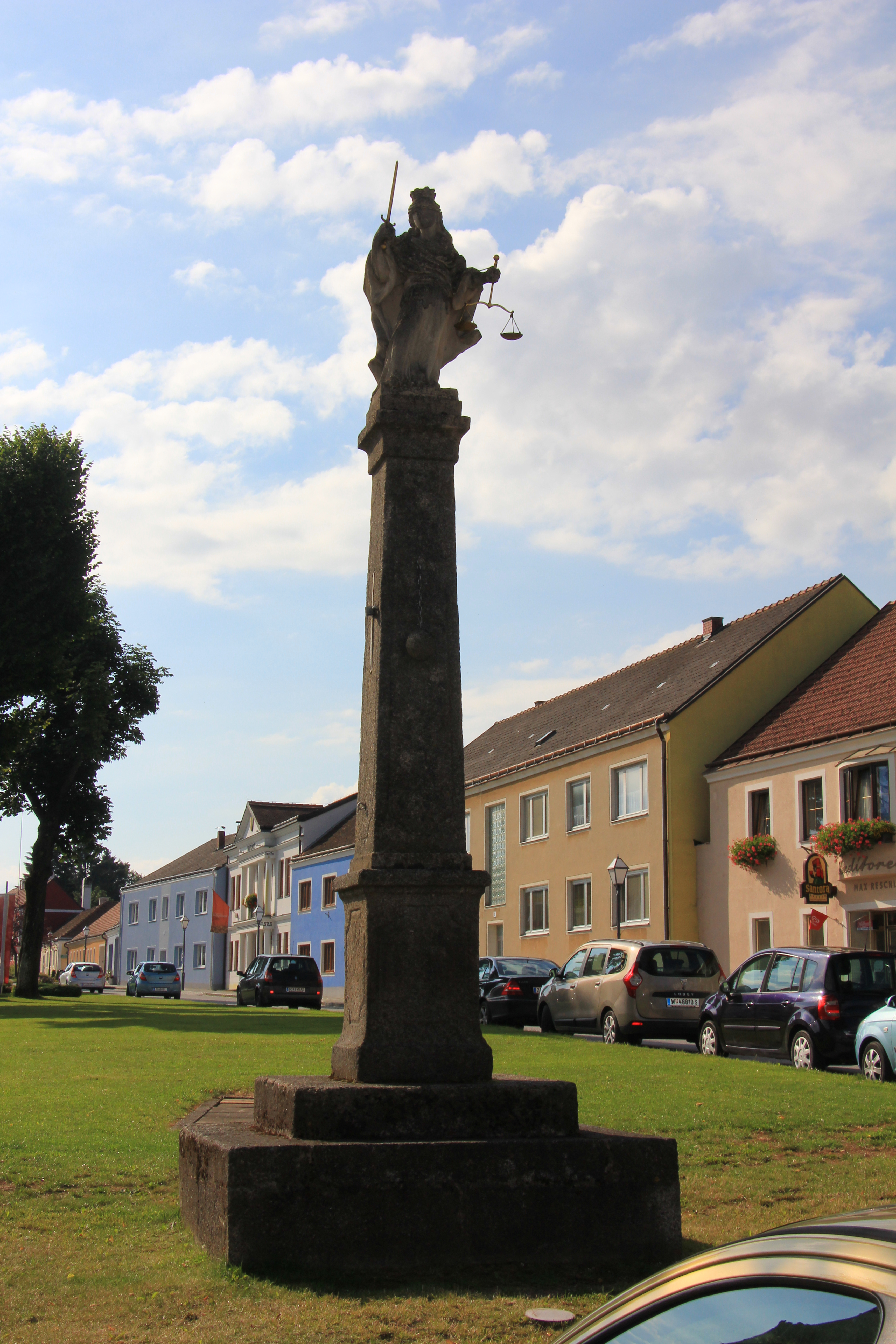
A középkori pellengér a főtéren

- a főtér, rajta a Szt. Antal- és a Szt. Flórián-kúttal, a volt pellengérrel (a tetején Justitia szobra) és az 1688-as Mária-oszloppal
- a Szt. Egyed-plébániatemplom
- Siebenlinden Szt. Jakab-plébániatemploma
- Salingstadt Szt. Márton-plébániatemploma
- a burgonyamúzeum

## Fordítás
- Ez a szócikk részben vagy egészben  a   Schweiggers című német Wikipédia-szócikk ezen változatának fordításán alapul.  Az eredeti cikk szerkesztőit annak laptörténete sorolja fel. Ez a jelzés csupán a megfogalmazás eredetét és a szerzői jogokat jelzi, nem szolgál a cikkben szereplő információk forrásmegjelöléseként.